# Schlüßlberg
Schlüßlberg – gmina targowa w Austrii, w kraju związkowym Górna Austria, w powiecie Grieskirchen. Liczy 3 030 mieszkańców.